# Френкель, Исай Моисеевич
Исай (Илья) Моисеевич Френкель — советский инженер-строитель, учёный в области железобетонного строительства и производства, доктор технических наук (1966).
Работал старшим научным сотрудником и заведующим лаборатории бетонов Центрального научно-исследовательского института промышленных сооружений. Диссертацию доктора технических наук по теме «Основы технологии тяжёлого бетона» защитил в 1966 году.
Автор научных трудов и монографий по железобетонному строительству, в частности бетонным смесям. Один из составителей многотомного «Каталога строительных материалов и строительных изделий» (1947). Публиковался в журнале «Бетон и железобетон».
Брат (и соавтор) — инженер-строитель Павел Моисеевич Френкель.

## Монографии
- Влияние производственных факторов на свойства бетона. Л.: ВСНХ СССР — Союзстрой. 1931. — 68 с.
- Бетон с добавкой си-штофа. Сложные растворы. Л.: ВСНХ СССР — Союзстрой. 1931. — 57 с.
- Таблицы для назначения состава бетона, выбора материалов для него и установления срока распалубки (с П. М. Зильберфарбом). Центральный научно-исследовательский институт промышленных сооружений, Лаборатория «Целбет» сектора бетонов. М.—Л.: Стройиздат, 1933. — 32 с. (2-е издание — 1934, там же).
- Технология пластичного бетона. М.—Л.: Госстройиздат, 1932. — 112 с.
- Таблицы для назначения состава бетона, выбора материалов для него и установления срока распалубки (с П. М. Зильберфарбом). Центральный научно-исследовательский институт промышленных сооружений, Лаборатория бетонов. М.—Л.: Стройиздат, 1933, 1934; — 5-е издание, доп. граф. М.—Л.: Стройиздат, 1940; 6-е издание — М. : Госстройиздат, 1952. — 32 с.[8]
- Статика сооружений. Учебник для строительных техникумов (в соавторстве с П. М. Френкелем). М.—Л.: Гостройиздат, 1940. — 192 с.
- Исследования по технологии бетона. М.: Стройиздат, 1950. — 182 с.[9]
- Инструкция по приготовлению и применению песчаных бетонов. Научно-исследовательский институт бетона и железобетона ГОССТРОЯ СССР. М.: Стройиздат, 1956. — 24 с.
- Бетон для сборных железобетонных конструкций. М., 1958. — 39 с.
- Использование роста прочности бетона во времени для экономии цемента. Академия строительства и архитектуры СССР, Научно-исследовательский институт бетона и железобетона. М.: Государственное издательство литературы по строительству, архитектуре и строительным материалам, 1961. — 54 с.
- Технологические основы и расчёт состава бетона. Академия строительства и архитектуры СССР. Научно-исследовательский институт организации, механизации и технической помощи строительству НИИОМТП. Высшие инженерные курсы. М.: Госстройиздат, 1961. — 63 с.
- Железобетонные конструкции. Состояние и перспективы развития. М.: Госстройиздат, 1962. — 280 с.
- Инструкция по расчёту состава и контролю прочности высокомарочных бетонов (с Д. И. Цейлоном). Академия строительства и архитектуры СССР. Научно-исследовательский институт бетона и железобетона НИИЖБ. М.: Госстройиздат, 1962. — 31 с.
- Высокопрочные бетоны (с Д. И. Цейлоном). Академия строительства и архитектуры СССР, Научно-исследовательский институт бетона и железобетона. М.: Госстройиздат, 1963. — 68 с.
- Методика испытания бетонных образцов на сжатие. М.: Госстройиздат, 1963. — 49 с.
- Основы технологии тяжёлого бетона. М.: Государственное издательство литературы по строительству, архитектуре и строительным материалам Стройиздат, 1966. — 148 с.
- Рост прочности бетона при пропарировании и последующем твердении. М.: Стройиздат, 1973. — 95 с.